# يوري شيبان
يوري شيبان (بالأوكرانية: Юрій Володимирович Чебан)‏ ولد في 5 تموز  1986 في أوديسا, أوكرانيا. رياضي أوكراني متقاعد كان مختص في  سباق الكانو.وهو الحاصل على ذهبية أولمبياد 2012 و 2016  في اختصاص قوارب الكاياك 200 متر فردي - الرجال.

## روابط خارجية
- يوري شيبان على موقع الاتحاد الدولي للكانو (الإنجليزية)
- يوري شيبان على موقع اللجنة الأولمبية الدولية (الإنجليزية)
- يوري شيبان على موقع أوليمبيديا (الإنجليزية)